# Alagillev sindrom
Alagillev sindrom je dedna bolezen, ki primarno prizadene jetra in srce. Zdravstvene težave se pokažejo običajno že pri dojenčku ali v zgodnjem otroštvu. Kaže se z neonatalno zlatenico, holestazo (zastojem žolča) zaradi hipoplazije ali aplazije znotrajjtrnih žolčnih vodov, s srčnimi anomalijami, defekti pretinov in odprtim Botallovim vodom, perifernimi stenozami pljučnih žil, nepravilnostmi vretenc, ledvic, obraza in oči ter blago motnjo v duševnem razvoju. Deduje se avtosomsko dominantno. Vzrok je mutacija gena JAG1 ali mikrodelecija na kromosomu 20, ki vsebuje gen JAG1. Ocenjena pogostnost bolezni je od 1 na 30.000 do 1 na 40.000 živih rojstev. Sindrom je poimenovan po francoskem pediatru Danielu Alagillu, ki je leta 1969 bolezen prvi opisal. Okoli 90 % otrok z Alagillevim sindromom dočaka starost 18 let. Zdravljenje vključuje kirurške posege in zdravljenje z zdravili. Zdravljenje je usmerjeno v izboljšano izločanje žolča iz jeter, obvladovanje bolečin in izboljšanje prehranskih motenj. V izboljšanju kakovosti življenja bolnikov ima pomembno vlogo tudi ustrezna dieta.

## Klinični znaki
Bolezen se kaže z različnimi in različno izraženimi simptomi. Razlike v simptomatiki so lahko velike tudi na primer med obolelimi v isti družini. Simptomi so lahko zelo blagi, tako da bolezen ostaja neprepoznana, pri nekaterih bolnikih pa so zelo hudi – srce in pljuča so lahko tudi tako prizadeti, da je potrebna presaditev. Bolezen pogosto ni življenjsko ogrožajoča, lahko pa pride do smrtno nevarnih zapletov. Smrtnost zaradi Alagillevega sindroma je 10-odstotna.

### Jetra
Klinični znaki in simptomi Alagillevega sindroma, ki so posledica poškodbe jetrnega tkiva, vključujejo zlatenico (porumenelost kože, beločnice), srbež kože, svetlo (aholično) blato, povečana jetra (hepatomegalijo), povečano vranico (splenomegalijo) in holesterolne depozite v koži (ksantome). Biopsija jetrnega tkiva lahko pokaže zmanjšano število žolčnih vodov ali celo njihovo odsotnost. Zastoj žolča lahko povzroči tudi zmanjšano vsrkanje maščob in maščobotopnih vitaminov (A, D, E in K) iz prebavil, kar lahko med drugim vodi v pojav rahitisa in težave v otrokovi rasti. Bolezen sorazmerno pogosto vodi v nastanek ciroze in jetrne odpovedi; okoli 15 % bolnikom s hudo jetrno prizadetostjo potrebuje presaditev jeter. Pride lahko tudi do razvoja jetrnoceličnega raka, vendar gre za zelo redek zaplet.

### Srce
Za Alagillev sindrom je značilna tudi prizadetost srca. Najpogostejša sta Fallotova tetralogija (prirojena napaka srca, pri kateri se pojavljajo skupaj defekt medprekatnega pretina, dekstropozicija aorte, zožitev pljučne arterije in hipertrofija desnega prekata) ali samo zožitev pljučne arterije.

### Drugi simptomi
Drugi klinični znaki in simptomi Alagillevega sindroma so nepravilnostmi vretenc (vretenca metuljaste oblike), očesne nepravilnosti in značilne obrazne poteze. Nepravilnosti vretenc so sicer vidne na rentgenski sliki, običajno pa ne povzročajo posebnih simptomov. Drugi nepravilnosti kosti, ki se lahko pojavljata pri bolnikih z Alagillevim sindromom, sta spina bifida in fuzija vretenc. Očesne nepravilnosti so omejene zlasti na sprednji očesni prekat, pojavlja se na primer Axenfeld–Riegerjev sindrom. Pogoste so tudi pigmentne spremembe mrežnice. Te nepravilnosti so lahko v pomoč pri določanju diagnoze Alagillevega sindroma. Številni bolniki imajo značilne obrazne poteze, kot so široko, izrazito čelo, globoko postavljeni zrkli in ozka, koničasta brada. Obrazne značilnosti niso specifične za Alagillev sindrom, temveč se nasploh pojavljajo pri bolnikih z znotrajjetrnimi holestatskimi boleznimi. Torej gre za posledico jetrnih zapletov bolezni. Pogosto so prizadete tudi ledvice, saj mutacije v genih JAG1 in NOTCH2 pogosto vodijo v displazijo ledvic, nepravilnostih v proksimalnih tubulih in lipidozo, ki je posledica motene presnove maščob.

## Diagnosticiranje
Diagnosticiranje Alagillevega sindroma je lahko zelo težavno. Bolniki se z boleznijo sicer že rodijo, vendar pa pride skoraj vedno do postavitve diagnoze šele kasneje v otroštvu. Prepoznavanje bolezni otežuje dejstvo, da se bolezen pri različnih bolnikih izraža z zelo različno stopnjo resnosti. Med klinične teste, ki lahko pomagajo pri postavitvi diagnoze, spadajo rentgensko slikanje hrbtenice, preiskave srca za prepoznavanje srčnih okvar (na primer šuma na srcu) ter biopsija jeter za določanje okvare jetrnega tkiva. Večja verjetnost za ustrezno postavitev diagnoze imajo bolniki, pri katerih je prisotnih več značilnih simptomov, kot so zlatenica, srčne okvare in značilne obrazne poteze. Natančnejša diagnostika je možna s izvedbo genetskega testiranja; na voljo je sekvenciranje nove generacije za prepoznavanje poliformizmov posameznih nukleotidov v prizadetih genih. Metoda hkratnega pomnoževanja od ligacije odvisnih sond (MLPA) ang. Multiplex Ligation-dependent Probe Amplification) omogoča zaznavanje obsežnih delecij oziroma insercij v genih.

## Zdravljenje
Zdravljenje je v prvi vrsti konzervativno (brez kirurškega posega). Zgodnje zdravljenje je možno ob ustrezno hitri prepoznavi bolezni. Zdravljenje lahko zajema zdravilsko zdravljenje (uporabo zdravil) ter kirurške posege. Cilj zdravljenja je izboljšanje izločanja žolča iz jeter, blaženje bolečin in uravnavanje pomanjkanja določenih hranil. Pri izoljšanju kakovosti življenja bolnikov z Alagillevim sindromom je pomembna tudi ustrezna dieta. Pri jetrni cirozi pa je potrebna presaditev jeter.
Bolniki imajo povišano tveganje za pojav jetrnoceličnega raka, zato je potrebno spremljanje s slikovnim diagnosticiranjem in merjenjem alfafetoproteina.